# David Rittenhouse
Pour les articles homonymes, voir Rittenhouse.

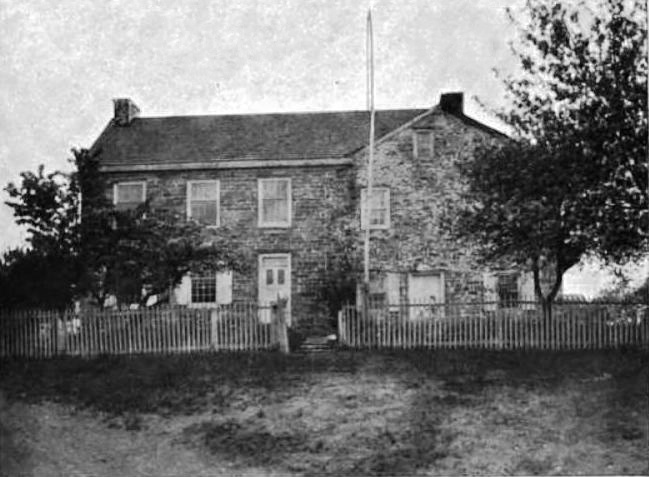
Maison de Rittenhouse vers 1919.

David Rittenhouse (8 avril 1732 – 26 juin 1796) est un astronome, inventeur, horloger, mathématicien, géomètre, fabricant d'instruments scientifiques et agent public américain. Rittenhouse est membre de l'American Philosophical Society et premier directeur de l'United States Mint.

## Biographie
Rittenhouse nait près de Germantown en Pennsylvanie, dans un petit village appelé RittenhouseTown (en).
À la mort de son oncle Rittenhouse hérite de ses instruments et manuels de charpentier.  Jeune, Rittenhouse montre une grande intelligence en créant des modèles à échelle réduite de la papeterie de son grand-père. Il est autodidacte et montre des capacités en sciences et en mathématiques. À treize ans Rittenhouse maitrise les lois du mouvement et de la gravité d'Isaac Newton. 
À 19 ans, il ouvre un magasin d'instruments scientifiques dans la ferme de son père dans ce qui est maintenant le village d'East Norriton Township. Son talent avec les instruments, en particulier les horloges, l’amènent à fabriquer deux planétaires pour l'Université Rutgers du New Jersey. En retour l'université lui attribue une bourse pour étudier ce qui lui permet d'obtenir un diplôme en philosophie. Un de ses planétaires se trouve maintenant dans la bibliothèque de l'université de Pennsylvanie et l'autre dans le Peyton Hall de l'université de Princeton.
À 28 ans, il effectue sa première publication mathématiques.
Rittenhouse est l'un des premiers à fabriquer un télescope aux États-Unis. Son télescope, qui utilise de la soie d'araignée naturelle pour former le réticule, est utilisé pour observer et enregistrer le transit de Vénus à travers le soleil le 3 juin 1769 et pour observer l’atmosphère de Vénus.
En 1781, Rittenhouse devient le premier Américain à voir Uranus.
En 1784, Rittenhouse, Andrew Ellicott et leur équipe terminent l'étude incomplète de la ligne Mason-Dixon dans le Sud-Ouest de la Pennsylvanie.
En 1785 Rittenhouse fabrique ce qui est peut-être le premier réseau de diffraction optique en utilisant cinquante cheveux placés entre deux vis finement filetées, avec un écart d'environ 100 lignes par pouce. C'est à peu près la même technique que celle utilisée par Joseph von Fraunhofer en 1821.
En 1813 le neveu de Rittenhouse (et membre de l'American Philosophical Society) William Barton (en) publie une biographie, Memoirs of the life of David Rittenhouse. L'ancien président des États-Unis Thomas Jefferson commande six exemplaires directement à l'auteur.

## Clubs et sociétés
Rittenhouse fait partie de l'Union américaine d'astronomie.
En 1768 il est élu membre de l'American Philosophical Society. Il occupe les postes de libraire, secrétaire puis après la mort de Benjamin Franklin, il devient président jusqu'en 1796,.
Il est également membre de la Royal Society of London. C'est un des seuls Américains à en être membre.
En 1786 Rittenhouse construit une maison de style géorgien à Philadelphie, près de son observatoire. Il tient dans cette maison un salon tous les mercredis après-midi avec Benjamin Franklin, Francis Hopkinson, Pierre-Eugène Ducimetière et d'autres. Thomas Jefferson écrit qu'il préférait participer à une de ces rencontres que « de passer une semaine entière à Paris ».

## Famille
David Rittenhouse se marie deux fois. Il se marie le 20 février 1766 avec Eleanor Coulston, ils ont deux filles : Elizabeth (née en 1767) et Ester (née en 1769). Eleanor meurt le 23 février 1771 à 35 ans à la suite de complications lors de la naissance de leur troisième enfant mort-né.
David se marie une seconde fois le 31 décembre 1772 avec Hannah Jacobs. Ils ont un enfant mort-né fin 1773. Hannah meurt en 1799, trois ans après David.
Le petit-fils de David (le fils d'Ester) est appelé David Rittenhouse Waters.

## Contributions notables aux États-Unis
David Rittenhouse est l'auteur de plusieurs avancées sa vie durant, avec des grandes contributions aux États-Unis. Durant la première partie de sa vie il est arpenteur pour la Grande-Bretagne puis sert plus tard dans le gouvernement de Pennsylvanie. En 1763-1764 il travaille sur la frontière entre le Delaware et Pennsylvania. Plus tard il aide à établir les frontières de plusieurs autres états et républiques avant et après l'indépendance, dont les frontières du New Jersey, de New York et de Pennsylvanie. En 1763 Mason et Dixon commencent une étude sur la frontière entre la Pennsylvanie et le Maryland border, mais cette étude est arrêtée en 1767.  En 1784 Rittenhouse et Andrew Ellicott terminent cette étude. Lorsque Rittenhouse arrête son travail d'arpenteur, il reprend ses travaux scientifiques.

### Transit de Vénus
En 1768, l'année où il devient membre de l’American Philosophical Society, Rittenhouse annonce qu'il souhaite observer un transit de Vénus à travers le Soleil à venir depuis plusieurs endroits. L'American Philosophical Society persuade le gouvernement de lui attribuer £100 pour acheter un nouveau télescope et des membres se portent volontaires pour opérer les 22 observatoires lors de l'évènement,.
Le transit de Vénus a lieu le 3 juin 1769. La grande excitation de Rittenhouse pour l'observation de cet évènement rare (il s'y est préparé pendant une année entière) provoque son évanouissement lors de l'observation. Il reprend conscience après quelques minutes et poursuit l'observation. Son compte-rendu sur le transit, publié dans l'American Philosophical Society, ne mentionne pas cet évanouissement.
Rittenhouse utilise cette observation pour déterminer une distance Terre-Soleil de 150 000 000 km (C'est la distance moyenne entre la Terre et le Soleil). Sa publication sur le transit est saluée par les scientifiques européens et Rittenhouse correspondra avec plusieurs astronomes dont Jérôme Lalande et Franz Xaver von Zach.

## Événements remarquables

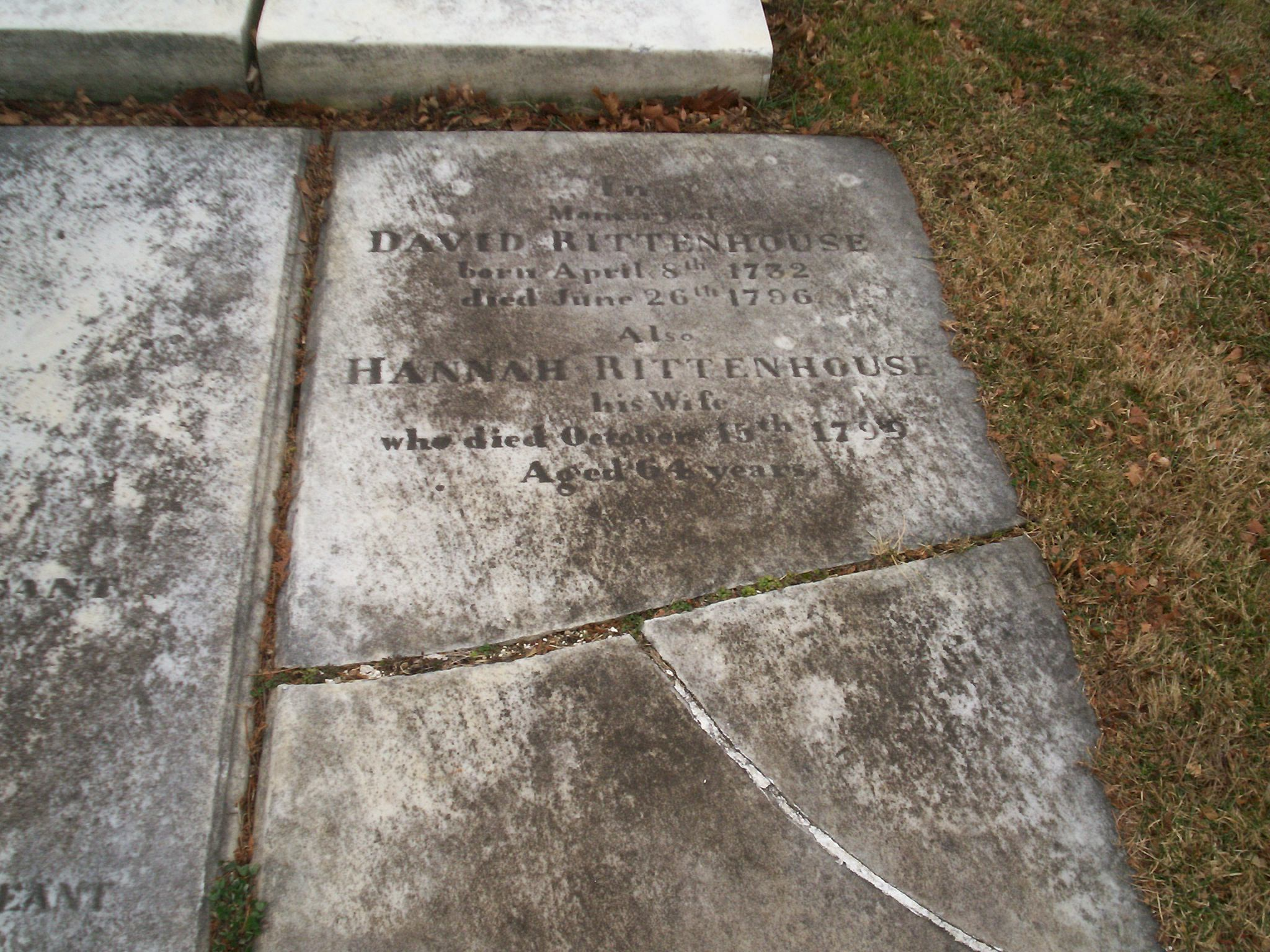
Tombe de David Rittenhouse au de Philadelphie, Pennsylvanie.

- 1763-1764 Travaille sur l'étude de la frontière entre la Pennsylvanie et le Maryland
- 1767 Reçoit un diplôme honoraire du College of Philadelphia
- 1768 L'un des premiers à observer l’atmosphère de Vénus
- 1769 Observe le transit de Vénus
- 1770 Arrive à Philadelphie
- 1775 Ingénieur du Committee of Safety
- 1779-1782 Professeur d'astronomie à l'université d'État de Pennsylvanie
  - 1780-1782 Vice-recteur
  - 1782-1796 Administrateur
- 1779-1787 Trésorier de Pennsylvanie
- 1784 Termine l’étude de la ligne Mason-Dixon
- 1791-1796 Président de l'American Philosophical Society
- 1792-1795 Premier directeur de l'United States Mint
- 1793 Fondateur de la société démocrate-républicaine de Philadelphie.

## Hommages
- Un cratère lunaire est nommé cratère Rittenhouse (en) en son honneur.
- La médaille Rittenhouse, une récompense en astronomie.
- En 1825, un des parcs originels de Philadelphie de William Penn, appelé parc Sud-Ouest est renommé Rittenhouse Square en son honneur.
- L'université de Pennsylvanie héberge ses départements de physique et mathématiques dans le David Rittenhouse Laboratory (en).

## Dans la fiction
David Rittenhouse apparaît dans l'épisode 10 de la saison 1 de la série TV Timeless. Il serait à l'origine d'une société secrète qui sert de trame à l'intrigue de toute la série

### Sources
- (en) Thomas B. Greenslade, « Wire Diffraction Gratings », The Physics Teacher, février 2004. Volume 42 Issue 2, p. 76-77.
- (en) Kevin Keim et Peter Keim, A Grand Old Flag.  A History of the United States through Its Flags, New York, New York, Dorling Kindersley Ltd, 2007, 192 p. (ISBN 978-0-7566-2847-5, OCLC 144222305)
- (en) Thomas L. Purvis, Revolutionary America, 1763-1800, New York, Facts On File, Inc, 1995, 383 p. (ISBN 0-8160-2528-2)